# Euplectrus junctus
Euplectrus junctus är en stekelart som beskrevs av Charles Joseph Gahan 1927. Euplectrus junctus ingår i släktet Euplectrus och familjen finglanssteklar. Inga underarter finns listade i Catalogue of Life.